# Tabanus zhongpingi
Tabanus zhongpingi är en tvåvingeart som beskrevs av Xu 2005. Tabanus zhongpingi ingår i släktet Tabanus och familjen bromsar. Inga underarter finns listade i Catalogue of Life.